# Тенајно (Вашингтон)
Тенајно (енгл. Tenino) град је у америчкој савезној држави Вашингтон. По попису становништва из 2010. у њему је живело 1.695 становника.

## Демографија
Према попису становништва из 2010. у граду је живело 1.695 становника, што је 248 (17,1%) становника више него 2000. године.
| Група             | 2000.         | 2010.         |
| Белци             | 1.292 (89,3%) | 1.467 (86,5%) |
| Афроамериканци    | 12 (0,8%)     | 3 (0,2%)      |
| Азијати           | 45 (3,1%)     | 21 (1,2%)     |
| Хиспаноамериканци | 55 (3,8%)     | 125 (7,4%)    |
| Укупно            | 1.447         | 1.695         |